# Fjord Kangerlussuaq
Ne doit pas être confondu avec Kangerlussuaq.
Le fjord Kangerlussuaq (en danois : Søndre Strømfjord), est un fjord du Groenland.
Il fait partie administrativement de la municipalité de Qeqqata.
Le fjord mesure 190 km de long et entre 1,5 km et 8 km de large, s'écoulant de l'estuaire de la rivière Qinnguata Kuussua au sud-ouest et se terminant  dans le détroit de Davis. C'est le plus long fjord de l'ouest du Groenland.

## Géographie
La tête du fjord est située à 67° 00′ 18″ N, 50° 41′ 35″ O, à l'estuaire de la rivière Qinnguata Kuussua coulant du glacier Russell de l'inlandsis du Groenland (groenlandais : Sermersuaq). L'embouchure du fjord est située à 66° 01′ 40″ N, 53° 32′ 00″ O, au sud de l'île Simiutaq. Une autre voie navigable, plus petite, rejoint la mer au nord de l'île.
Le fjord Kangerlussuaq ne possède aucun fjord affluent et son littoral est assez uniforme. Les petites collines de l'essaim de digues de Kangaamiut, comme les hauts plateaux de Tarajornitsut (en), dominent la côte des parties intérieures du fjord, se transformant en chaînes de montagnes escarpées vers l'embouchure. En ce sens, il diffère des fjords de Norvège, ou même de nombreux autres fjords du Groenland, dont la côte est flanquée de montagnes de plus en plus petites.
Les sédiments alluviaux de Qinnguata Kuussua, qui transportent l'eau de fonte de la calotte glaciaire, donnent lieu à une coloration émeraude distincte des eaux du fjord sur plusieurs kilomètres à partir de la tête du fjord. L'accumulation de limon au niveau de l'estuaire a formé des plaques de sables mouvants de taille variable jusqu'à un kilomètre dans le fjord.
Ce fjord marque la frontière entre les deux régions géographiques du Sukkertoppen iskappe et de la Terre du Roi Frédéric IX (en groenlandais Sisimiut Sarfannguit).
Le seul établissement sur les rives du fjord est Kangerlussuaq, situé juste au nord de l'estuaire de la rivière, à la tête du fjord. Kangaamiut est situé sur une petite île, sur les rives du détroit de Davis, à environ 26 km au sud de l'embouchure du fjord.
Le fjord est navigable sur toute sa longueur. Des navires de croisière, tels que le Hurtigruten norvégien et des navires de ravitaillement de Royal Greenland, naviguent dans le fjord et amarrent au port de Kangerlussuaq, à l'ouest de l'aéroport de Kangerlussuaq.

## Histoire
L'expédition de Gino Watkins qui compte quatorze membres, part d'Angleterre sur le Quest, ancien navire d'Ernest Shackelton le 6 juillet 1930 avec à son bord un avion Puss Moth et des chiens. Watkins construit une base aérienne près d'Ammassalik sur les rives du fjord Sermilik et une station météo à l'altitude de 2 240 m à 225 km dans les terres. La côte est alors explorée, photographiée et cartographiée sur 450 km au nord de la base dont le fjord Kangerlussuaq. Les géomètres de l'expédition, eux, étudient 950 km de la rive sud, visitent les parages du mont Forel qu'ils essaient d'escalader et effectuent diverses randonnées dont une vers Ivittuut et une autre vers Holsteinborg.